# Хукоу (водопад)
Хуко́у (кит. трад. 壺口瀑布, упр. 壶口瀑布, пиньинь Hǔkǒu Pùbù) — крупнейший водопад на реке Хуанхэ, второй по величине водопад Китая, после водопада Хуангуошу.
Высота водопада — 20 м, ширина — 250 м. Находится на границе провинций Шаньси и Шэньси.
Участки водопада Хукоу с быстрым течением имеют высокий гидроэнергетический потенциал. Активно посещается туристами, в том числе и в зимнее время, когда водопад полностью замерзает.
Водопад сложен триасовым песчаником.